# Au clair de la lune

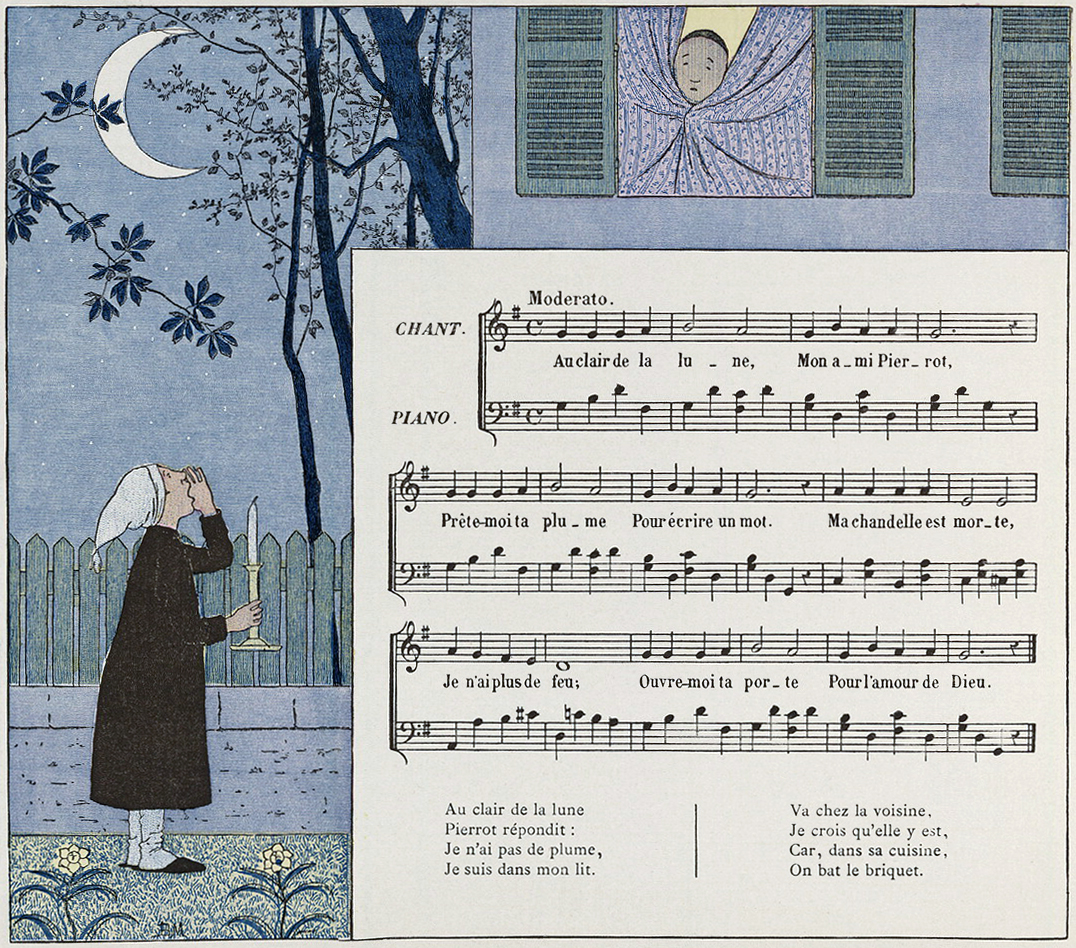
"Au Clair de la Lune" da un libro per bambini, c. 1910-1919.

"Au clair de la lune" è una canzone popolare francese del XVIII secolo. L'autore è sconosciuto, ma a volte viene attribuita a Jean-Baptiste Lully.

## Testo

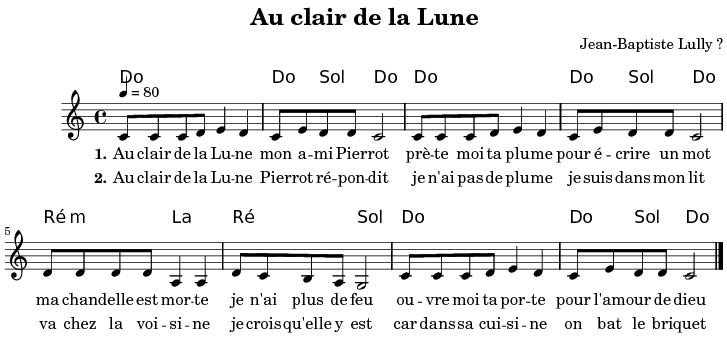
"Ly au clair de la lune accords melodie paroles"

Au clair de la lune,
Pierrot répondit :
Je n'ai pas de plume,
Je suis dans mon lit.
Va chez la voisine,
Je crois qu'elle y est,
Car dans sa cuisine
On bat le briquet.

Au clair de la lune,
L'aimable Lubin;
Frappe chez la brune,
Elle répond soudain :
Qui frappe de la sorte?
Il dit à son tour :
Ouvrez votre porte,
Pour le Dieu d'Amour'

Au clair de la lune,
On n'y voit qu'un peu.
On chercha la plume,
On chercha le feu.
En cherchant d'la sorte,
Je n'sais c'qu'on trouva;
Mais je sais qu'la porte
Sur eux se ferma»
Al chiaro di luna
Pierrot rispose:
Non ho penne,
Sono a letto.
Vai dalla vicina,
Credo che ci sia,

Perché nella sua cucina
si batte l'acciarino.

Al chiaro di luna,
L'amabile Lubin;
Bussa in casa della bruna,
Lei risponde a un tratto
Chi è che bussa così?
rispose lui a sua volta:
Aprite la vostra porta,
Per il Dio d'amore.

Al chiaro di luna,
non si vede bene
si cercava una penna,
si cercava del fuoco.
Così cercando,
Non so cosa si trovò;
Ma so che la porta
dietro di loro si serrò.»

## Registrazione sonora del 1860
Il 9 aprile 1860 l'editore e libraio francese Édouard-Léon Scott de Martinville registrò la canzone con il suo Fonautografo, che tuttora viene considerata la prima registrazione di voce umana a noi nota.